# Авейру
Аве́йру (порт. Aveiro; МФА: [ɐ.ˈvɐj.ɾu]) — муніципалітет і місто в Португалії, в окрузі Авейру. Адміністративний центр округу. Розташований у північно-західній частині країни, на березі Атлантичного океану, на теренах історичної португальської провінції Бейра. Належить до Авейрівської діоцезії Католицької церкви в Португалії. Права міського самоврядування має з 1515 року. Поділяється на 10 парафій. За адміністративним поділом, чинним до 1976 року, був складовою провінції Берегова Бейра. Центр Авейрівського єпископства. Завдяки каналам місто називають «португальською Венецією». Площа муніципалітету — 197,58 км², населення муніципалітету — 78450 ос. (2011); густота населення — 397,05 осіб/км²
. Святковий день муніципалітету — 12 травня. Поштовий індекс — 3800. Код місцевої адміністративної одиниці — 0105. Складова статистичного регіону Центр.

## Назва
- Аве́йру (порт. Aveiro, МФА: [ɐ.ˈvɐj.ɾu], [авайру]) — сучасна португальська назва.
- Аве́йро (ісп. і ст.-порт. Aveiro, МФА: [a.ˈβei̯.ɾo][2]) — старопортугальська і сучасна іспанська назва.
- Авіа́рій (лат. Aviarium) — найстаріша назва міста, що згадується в джерелах під 959 роком.
- Нова́-Брага́нса (порт. Nova Bragança, «Нова Браганса») — короткочасна назва міста Авейру в 1759 році.

## Географія
Авейру розташоване на заході Португалії, на південному заході округу Авейру, на березі Атлантичного океану, при впадінні річки Вога в морський лиман Ріа-де-Авейру. Воно лежить за 58 км на південь від міста Порту. Авейру — найбільше місто субрегіону Нижня Вога, одне з центральних промислових міст країни, що має важливий морський порт. До складу муніципалітету Авейру входять декілька островів Авейрівського лиману.
Авейру межує па півночі з муніципалітетом Муртоза, на північному сході — з муніципалітетом Албергарія-а-Веля, на сході — з муніципалітетом Агеда, на півдні — з муніципалітетом Олівейра-ду-Байрру, на південному заході — з муніципалітетами Вагуш й Іляву. На заході омивається водами Атлантичного океану.
Рельєф рівнинний, місцями пагорбистий. Берегова лінія — ріа-узбережжя, що має багато каналів. Завдяки розгалуженості каналів та розвитку річкового транспорту місто називають «португальською Венецією».

### Клімат
Клімат в Авейру теплий середземноморський, на який впливає близькість до Атлантичного океану. Середня температура влітку на узбережжі становить близько 24 °C, що значно нижче ніж літня температура в континентальній частині Піренейського півострова. Літо сухе, зима волога. Найспекотніший місяць — липень, коли температура сягає 35-39 °C.
| Клімат Авейру           | Клімат Авейру | Клімат Авейру | Клімат Авейру | Клімат Авейру | Клімат Авейру | Клімат Авейру | Клімат Авейру | Клімат Авейру | Клімат Авейру | Клімат Авейру | Клімат Авейру | Клімат Авейру | Клімат Авейру |
| Показник                | Січ.          | Лют.          | Бер.          | Квіт.         | Трав.         | Черв.         | Лип.          | Серп.         | Вер.          | Жовт.         | Лист.         | Груд.         | Рік           |
| Абсолютний максимум, °C | 21,5          | 25,0          | 28,9          | 32,5          | 39,0          | 37,6          | 39,3          | 38,1          | 35,1          | 33,5          | 26,0          | 24,0          | 39,3          |
| Середній максимум, °C   | 14,4          | 15,4          | 17,5          | 18,2          | 20,2          | 22,8          | 24,0          | 24,4          | 23,7          | 21,1          | 17,4          | 15,2          | 19,5          |
| Середня температура, °C | 10,4          | 11,4          | 13,3          | 14,3          | 16,3          | 18,9          | 20,1          | 20,4          | 19,5          | 17,1          | 13,6          | 11,5          | 15,5          |
| Середній мінімум, °C    | 6,3           | 7,3           | 9,1           | 10,3          | 12,5          | 15,0          | 16,1          | 16,2          | 15,2          | 13,0          | 9,8           | 7,8           | 11,5          |
| Абсолютний мінімум, °C  | −3            | −2,5          | 0,0           | 1,5           | 5,5           | 8,5           | 11,4          | 10,0          | 8,5           | 3,5           | 1,0           | −3            | −3            |
| Норма опадів, мм        | 119.8         | 87.5          | 67.2          | 91.2          | 74.9          | 29.3          | 13.5          | 19.7          | 49.3          | 128.8         | 128.3         | 134.5         | 944.0         |
| ----------------------- | ------------- | ------------- | ------------- | ------------- | ------------- | ------------- | ------------- | ------------- | ------------- | ------------- | ------------- | ------------- | ------------- |

## Історія
Вперше згадується у 959 році під латинською назвою Авіарій (лат. Aviarium).
1515 року португальський король Мануел I надав Авейру форал, яким визнав за поселенням статус містечка та муніципальні самоврядні права.

## Населення
| Кількість мешканців | Кількість мешканців | Кількість мешканців | Кількість мешканців | Кількість мешканців | Кількість мешканців | Кількість мешканців | Кількість мешканців | Кількість мешканців | Кількість мешканців | Кількість мешканців | Кількість мешканців | Кількість мешканців | Кількість мешканців | Кількість мешканців |
| ------------------- | ------------------- | ------------------- | ------------------- | ------------------- | ------------------- | ------------------- | ------------------- | ------------------- | ------------------- | ------------------- | ------------------- | ------------------- | ------------------- | ------------------- |
| 1864                | 1878                | 1890                | 1900                | 1911                | 1920                | 1930                | 1940                | 1950                | 1960                | 1970                | 1981                | 1991                | 2001                | 2011                |
| 19 296              | 20 332              | 22 719              | 24 919              | 27 802              | 27 521              | 31 644              | 35 303              | 40 187              | 46 055              | 49 808              | 60 284              | 66 444              | 73 335              | 78 450              |

## Парафії
1. Арадаш

Парафії Авейру (2013)

2. Глорія і Вера-Круш (до 2013: Глорія, Вера-Круш)
3. Ейшу і Ейрол (до 2013: Ейшу, Ейрол)
4. Ежгейра
5. Касія
6. Олівейріня
7. Рекейшу, Носса-Сеньора-де-Фатіма і Наріш (до 2013: Рекейшу, Носса-Сеньора-де-Фатіма, Наріш)
8. Сан-Бернарду
9. Сан-Жасінту
10. Санта-Жуана

## Пам'ятки

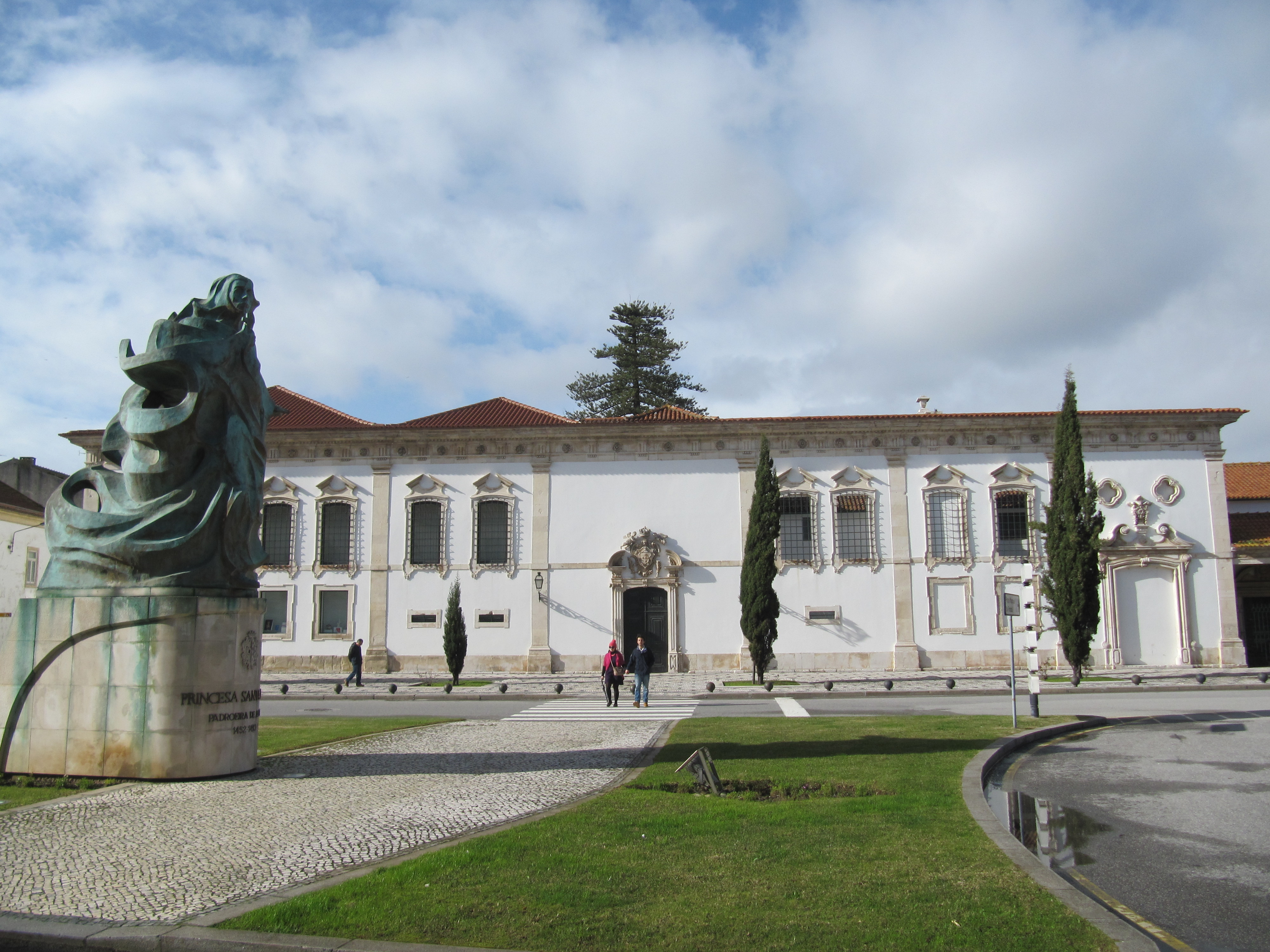
Монастир Ісуса

- Авейрівський собор — катедральний собор Авейрівської діоцезії, колишня церква домініканського монастиря XV століття.
- Монастир Ісуса — колишній домініканський монастир XV століття, місце поховання святої принцеси Жуани; сучасний музей Авейру.

## Освіта
- Авейрівський університет (1973) — громадський політехнічний університет.

## Спорт
- Авейрівський муніципальний стадіон (2003)
- Бейра-Мар — футбольний клуб

## Туризм
- Молісейру

## Міста-побратими
Авейру підтримує дружні стосунки з такими містами:
1. – Аркашон, Франція (1989)
2. – Белен, Бразилія (1998)
3. – Бурж, Франція (1989)
4. – Віана-ду-Каштелу, Португалія
5. – Інямбане, Мозамбік (1989)
6. – Кубатан, Бразилія (1992)[5][6]
7. – Махдія, Туніс (1989)
8. – Ойта, Японія (1978)
9. – Паню, КНР (2000)
10. – Пелотас, Бразилія (1996)
11. – Пемба, Мозамбік (1995)
12. – Санта-Круз, Кабо-Верде (1993)
13. – Санту-Антоніу, Сан-Томе і Принсіпі (1998)
14. – Сьюдад-Родріго, Іспанія (1989)
15. – Труа-Рів'єр, Канада (1996)
16. – Форлі, Італія (1990)
17. – Фарім, Гвінея-Бісау (1992)
18. – Холаргос, Греція (2001)